# كليف سباركس
كليف سباركس (بالإنجليزية: Cliff Sparks)‏ هو لاعب كرة قدم أمريكية أمريكي، ولد في 24 سبتمبر 1896 في جاكسون في الولايات المتحدة، وتوفي بنفس المكان في 5 فبراير 1975.